# Kaifáš

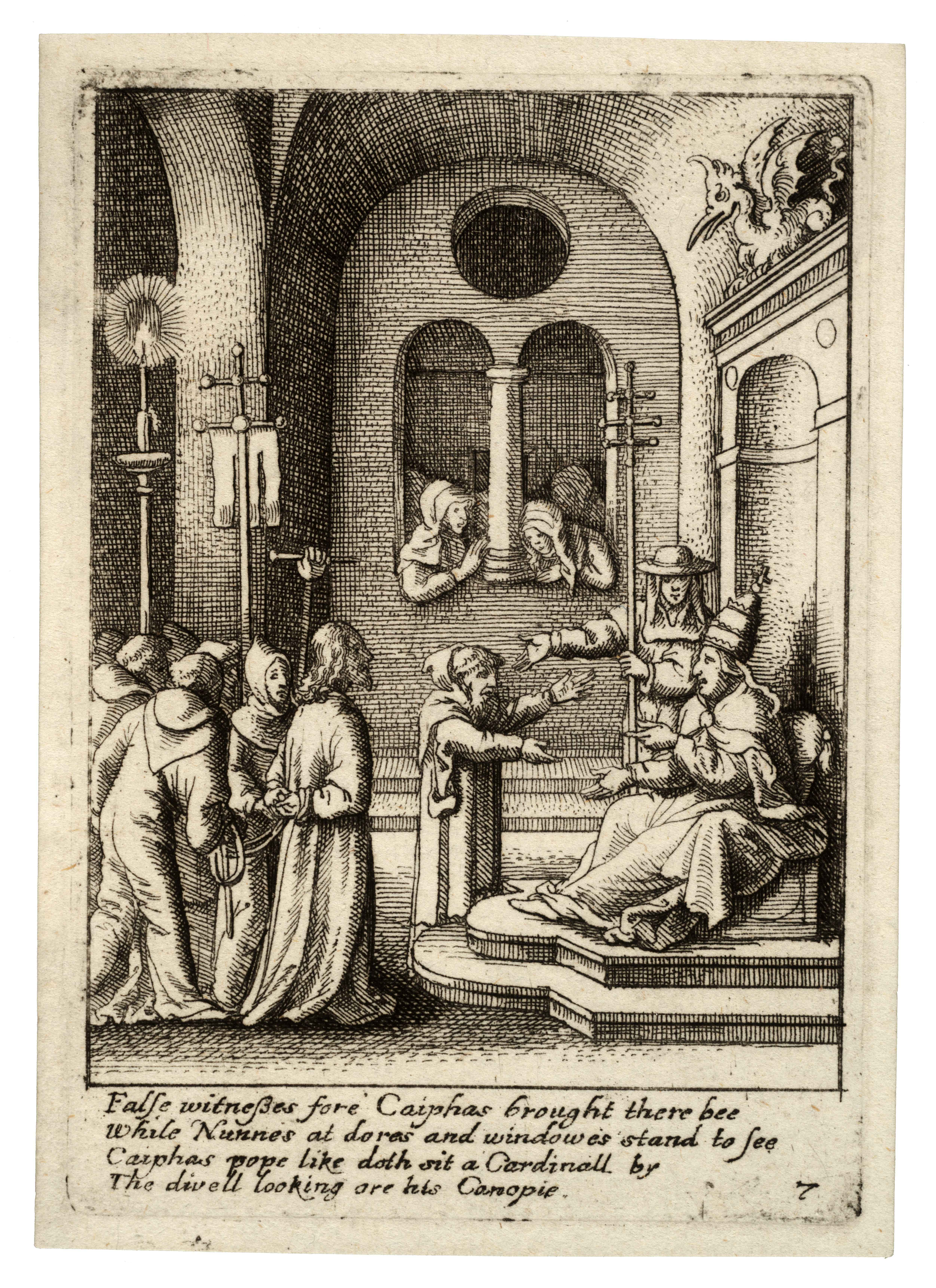
Václav Hollar, Kristus před Kaifášem

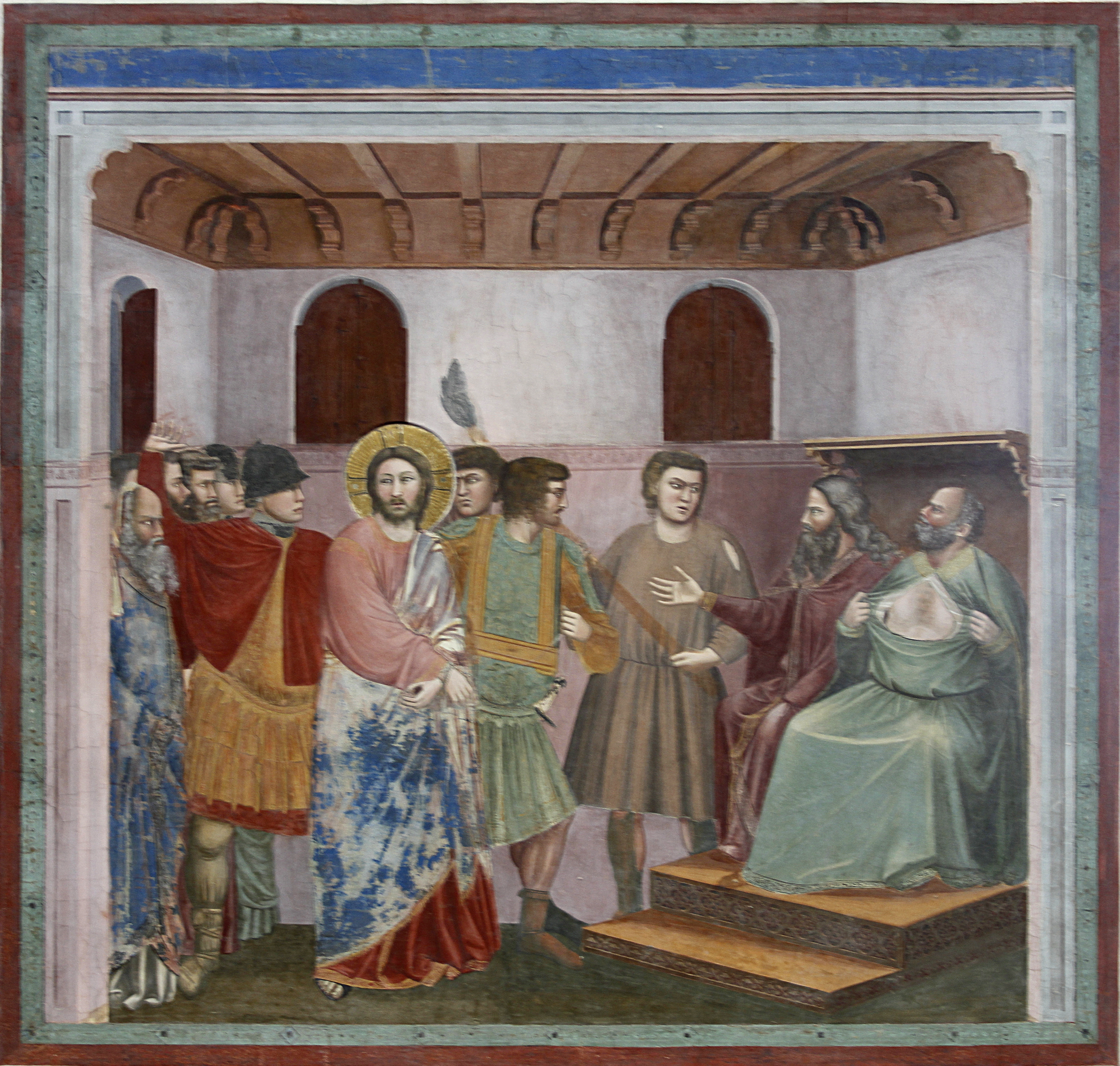
Giotto, Kristus před Kaifášem

Josef Kaifáš (hebrejsky קַיָפָא‎ Kajfa, starořecky Καϊάφας) byl v letech 18–36 n. l. židovský velekněz, který se podle evangelií podílel na odsouzení Ježíše z Nazareta.

## Historie
Židovský historik Josef Flavius ho uvádí jako „Josefa, zvaného Kaifáš“, který byl zetěm svého předchůdce Annáše, velekněze v letech 6–15. Do úřadu ho jmenoval římský prokurátor Valerius Gratus roku 18 a roku 36 byl odvolán současně s odvoláním prokurátora Piláta Pontského. Od doby Heroda Velikého už nebyl úřad velekněze doživotní ani dědičný, nýbrž byl libovolně jmenován i odvoláván panovníkem, později římským prokurátorem. Velekněží se tak v tomto období často střídali a mimořádně dlouhé období Kaifášovo svědčí o tom, že s prokurátory dobře vycházel. Ostatně i jeho nástupce, Jonathan ben Hannas, patřil do téže rodiny.

## Kaifášův soud
Podle evangelií Matouše a Jana se v Kaifášově domě sešla velerada a předem dohodla, že Ježíše zajmou a pošlou na smrt. Kaifášův výrok, že je lepší, aby zahynul jeden člověk než celý národ, pak obě evangelia chápou jako prorocké ohlášení Ježíšovy oběti. Před veleradu v Kaifášově domě pak zajatého Ježíše přivedli a soudili. Když na Kaifášovu přímou otázku, je-li Mesiáš, syn Boha živého, Ježíš přitakal, odsoudil ho Kaifáš za rouhání a ráno poslal k Pilátovi. Markovo a Lukášovo evangelium líčí soud podobně, velekněze však nejmenují. Jako velekněz se pak Kaifáš jmenuje ještě v knize Skutků, kde má soudit apoštoly.
Kaifášův rozsudek byl pak opakovaně záminkou k protižidovským bouřím a pogromům. Pokud se však události odehrály tak, jak je evangelia líčí, porušil Kaifáš židovský zákon, který například zakazoval vynést rozsudek smrti při prvním líčení.

## Nález urny
Roku 1990 byl na jeruzalémském předměstí Talpijot nalezen rodový hrob s několika kamennými schránkami na kosti (ossuarium). Na jedné zvláště ozdobné byl aramejský nápis „Josef bar Kajfa“; obsahovala pozůstatky asi šedesátiletého muže. O jeho ztotožnění s biblickým Kaifášem nebo jeho synem se zprvu pochybovalo, ale roku 2011 byla nalezena jiná schránka z téže doby s nápisem „Miriam, dcera Ješuy, syna Kaifase z kněžského rodu Maazijah“. Protože jde o jméno velmi neobvyklé, je souvislost obou nálezů s biblickým Kaifášem pravděpodobná.